# Erogena zoner

Bild som visar de erogena zonerna på människokroppen.

Erogena zoner (gr. eros, gen'es, "som väcker kärlek"), områden på människokroppen vilka sexuellt kan retas vid beröring.

## Erogena zoner

### Fingrarna
Fingertopparna har många nervceller och är responsiva till väldigt lätt beröring, som exempelvis strykning med tunga.

### Fötter,TårochBen
Många människor tycker om att få sina fötter och tår sugna, kittlade, eller slickade. Detta kan dock för många människor vara ett väldigt känsligt och kittligt område. Baksidan på knäna och innerlåren är även zoner som är känsliga för beröring.

### Öronen
Många människor tycker om att få sina öron lätt sugna eller bitna på. Vissa finner det även upphetsande att få sina öron slickade.

### Nacken
Nacken och nyckelbenet är ett väldigt känsligt område. Slickning, kyssning, eller annat, är upphetsande för många människor. Sugmärken på nacken är vanligt efter munsugning.

### Brösten
Brösten, särskilt bröstvårtorna, är känsliga för beröring både hos kvinnor och män. Vad gäller kvinnan kan stimulering av bröstet resultera i en ökad produktion av oxytocin och prolaktin som påverkar hennes fortplantningsorgan.

### Kvinnanskönsorgan
Klitoris med klitorisollonet är den mest erogena zonen på kvinnan.

### Mannenskönsorgan
Ollonet är den mest erogena zonen på mannen.
Området under pungen bak mot anus kan ge en behaglig känsla för mannen när det varsamt masseras.

### Läpparna
Läpparna är en väldigt känslig erogen zon hos män och kvinnor. Genom att kyssa eller smeka någons läppar kan man uppleva en stark sexuell njutning.